# Robert Manzon
Robert Manzon (Marselha, 12 de abril de 1917 — 19 de janeiro de 2015) foi um automobilista francês pioneiro da Fórmula 1.
Manzon participou de 29 Grandes Prêmios de Fórmula 1 entre 1950 e 1956. Seus melhores resultados foram os terceiros lugares na Bélgica em 1952 e na França em 1954.
A sua melhor classificação final foi um sexto lugar no mundial de pilotos de 1952.
Até sua morte, em 19 de janeiro de 2015, era o último remanescente vivo da primeira Temporada de Fórmula 1 de 1950.

## Fórmula 1[2]
(Legenda))
| Ano  | Equipe               | Chassis               | Motor            | 1         | 2         | 3       | 4         | 5         | 6         | 7         | 8         | 9         | Pontos | Posição  |
| ---- | -------------------- | --------------------- | ---------------- | --------- | --------- | ------- | --------- | --------- | --------- | --------- | --------- | --------- | ------ | -------- |
| 1950 | Equipe Simca Gordini | Simca Gordini T15     | Gordini 15C L4 c | GBR       | MON Ret E | 500     | SUI       | BEL       | FRA 4 E   | ITA Ret E |           |           | 3      | 14º      |
| 1951 | Equipe Simca Gordini | Simca Gordini Type 15 | Gordini 15C L4 c | SUI       | 500       | BEL     | FRA Ret E | GBR       | GER 7 E   | ITA Ret E | ESP 9 E   |           | 0      | NC (25º) |
| 1952 | Equipe Gordini       | Gordini Type 16       | Gordini 20 L6 c  | SUI Ret E | 500       | BEL 3 E | FRA 4 E   | GBR Ret E | GER Ret E | NED 5 E   | ITA 14 E  |           | 9      | 6º       |
| 1953 | Equipe Gordini       | Gordini Type 16       | Gordini 20 L6 c  | ARG Ret E | 500       | NED     | BEL       | FRA       | GBR       | GER       | SUI       | ITA       | 0      | NC       |
| 1954 | Equipe Rosier        | Ferrari 625           | Ferrari 625 L4   | ARG       | 500       | BEL     | FRA 3 P   | GBR Ret P | GER 9 P   |           | ITA Ret P | ESP Ret P | 4      | 15º      |
| 1954 | Scuderia Ferrari     | Ferrari 553           | Ferrari 625 L4   |           |           |         |           |           |           | SUI DNS E |           |           | 4      | 15º      |
| 1955 | Equipe Gordini       | Gordini Type 16       | Gordini 20 L6    | ARG       | MON Ret E | 500     | BEL       | NED Ret E | GBR Ret E | ITA       |           |           | 0      | NC       |
| 1956 | Equipe Gordini       | Gordini Type 16       | Gordini T16 L6   | ARG       | MON Ret E | 500     | BEL       |           |           |           |           |           | 0      | NC (37º) |
| 1956 | Equipe Gordini       | Gordini Type 32       | Gordini 25 L8    |           |           |         |           | FRA 9 E   | GBR 9 E   | GER Ret E | ITA Ret E |           | 0      | NC (37º) |